# To Ramona
«To Ramona» es una canción del músico estadounidense Bob Dylan, publicada en su cuarto álbum de estudio, Another Side of Bob Dylan (1964).